# Nässjö–Oskarshamns Järnväg
Nässjö–Oskarshamns Järnväg (NOJ) var ursprungligen namnet på järnvägssträckan Nässjö–Oskarshamn. Järnvägen är 148 kilometer och har ingen ATC eller fjärrblockering. Idag är järnvägen av Trafikverket uppdelad på bandelarna Nässjö–Hultsfred (Bockabanan), Stångådalsbanan (mellan Hultsfred och Berga) samt Berga–Oskarshamn.

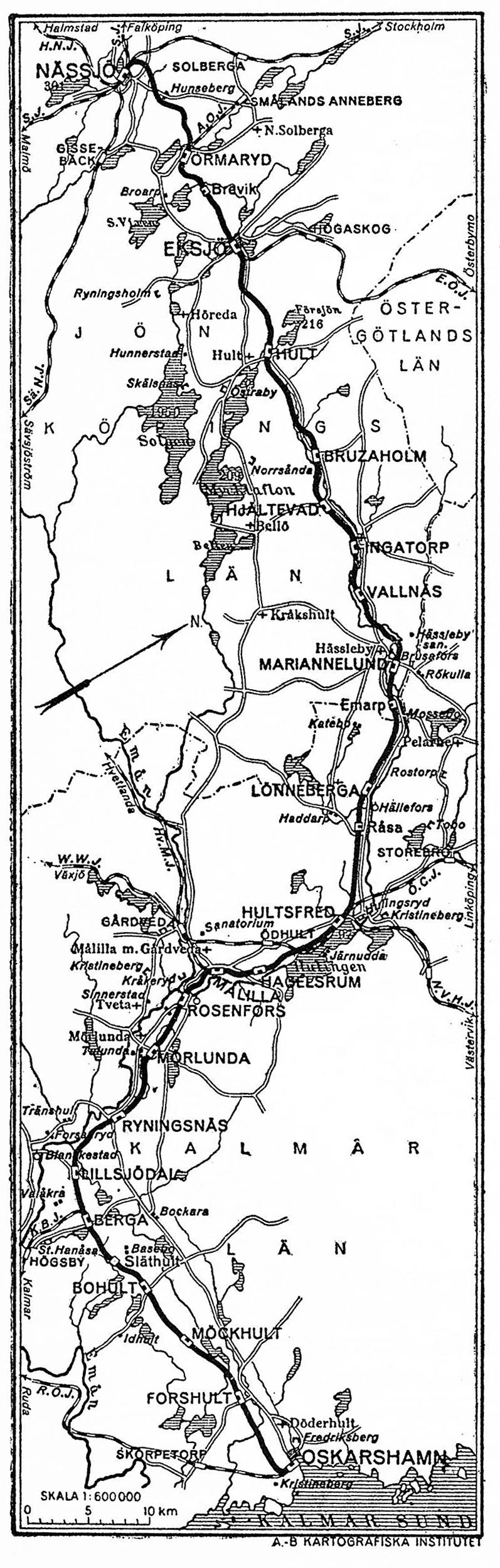
NOJ. Karta 1926.

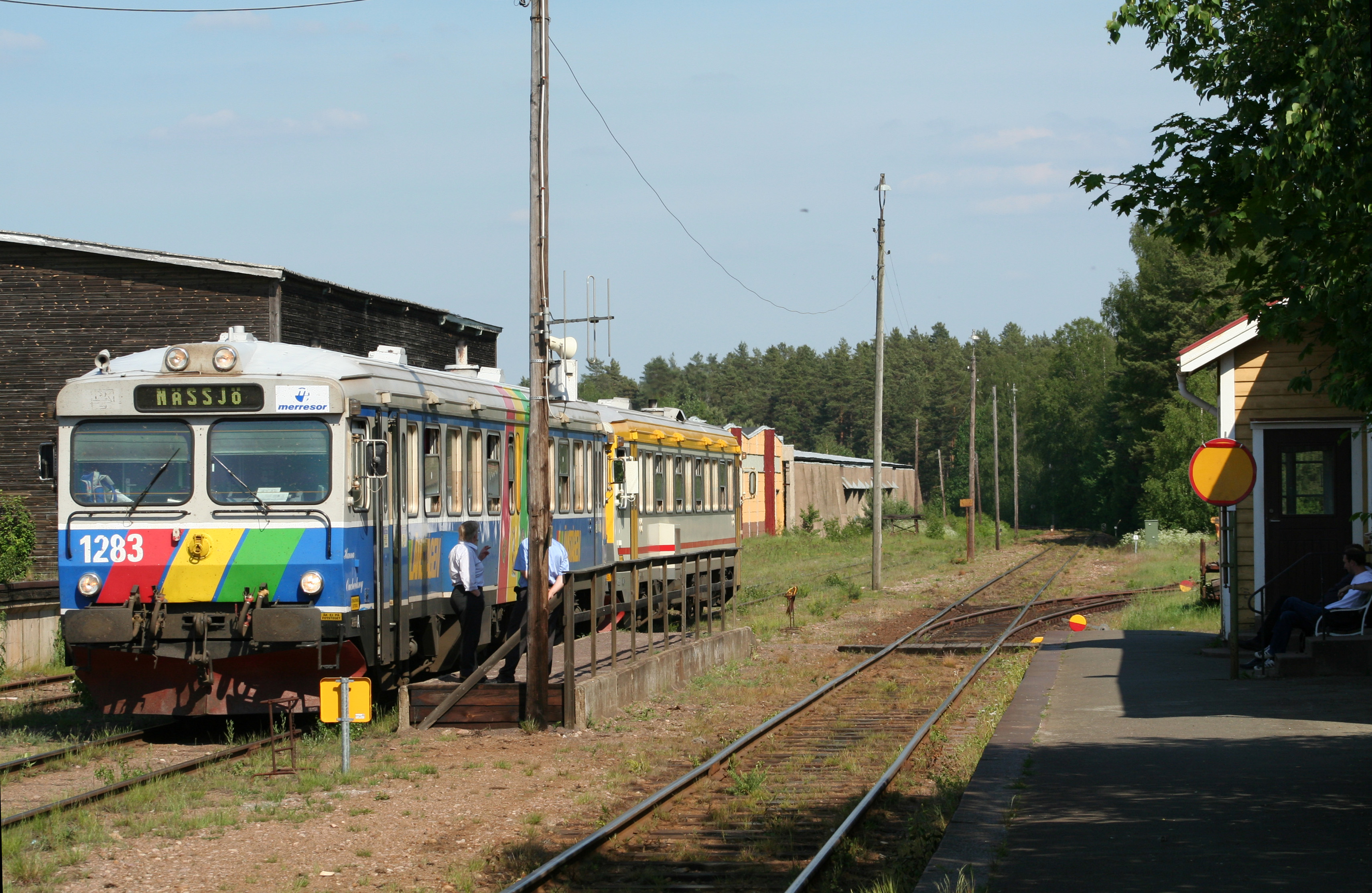
Två motorvagnar inväntar ett mötande tåg i Hjältevad.

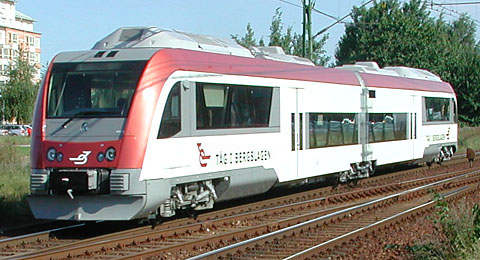
Persontåg av typen Itino trafikerar Nässjö–Oskarshamn från december 2011.

## Historia
Nässjö–Oskarshamns Järnväg (NOJ) var tidigt ute bland de många småländska privatbanorna som under en tid växte fram. Som en hel del av Sveriges tidiga enskilda järnvägar hade NOJ engelska ägarintressen. Banan byggdes från Oskarshamn och västerut. 1869 fick bolaget koncession för banbygget och den först färdiga bandelen var sträckan Berga–Oskarshamn. 1872–1873 kom trafiken igång mellan Nässjö och Eksjö och 1874 kunde NOJ invigas i sin helhet.
Men trafiken och banan i sig själv drogs med många problem och fick till slut smeknamnet Nästan Oduglig Järnväg (NOJ). Trots en förbättring hade bolaget ihärdiga ekonomiska problem vilket gjorde att det rekonstruerades i slutet av 1890-talet och fick helsvenska ägare. Precis som många andra banor vid den tiden drogs banan med minskande trafikunderlag i och med vägtrafikens framväxt, men med ett uppsving under andra världskrigets ransoneringsår. För NOJ hade krigsåren särskild betydelse tack vare omfattande transporter till och från garnisonsstaden Eksjö.
1906 byggdes Vetlanda-Målilla järnvägen för att koppla Vetlanda till Oskarshamns hamn.
År 1946 förstatligades NOJ och införlivades i Statens Järnvägars organisation.
År 1990 förändrades trafiken avsevärt då banan blev en del av det småländska järnvägsnätet där Kalmar länstrafik och Jönköpings länstrafik gemensamt tog hand om persontrafiken med Statens Järnvägar (SJ) (precis som tidigare) som tågoperatör. En senare tågoperatör var BK Tåg. I april 2005 ställdes persontrafiken på sträckan Berga–Oskarshamn in sedan BK Tåg gått i konkurs och Kalmar länstrafik beslutat ersätta trafiken med buss.
Persontrafiken mellan Oskarshamn och Berga återupptogs i december 2011, varmed banan åter trafikerades i hela sin längd, Nässjö–Oskarshamn.  Den 14 december 2014 upphörde emellertid Jönköpings länstrafik med sin trafikering av sträckan Eksjö–Oskarshamn.  Berga–Oskarshamn övertogs av Kustpilen medan Eksjö–Hultsfred tills vidare inte trafikeras av persontåg. Under de senaste åren har dock de flesta tåg till Oskarshamn ersatts med buss.

## Stationer längs NOJ
- Nässjö C
- Brinellskolan
- Ormaryd
- Eksjö
- Hult
- Bruzaholm
- Hjältevad
- Ingatorp
- Mariannelund
- Lönneberga
- Silverdalen
- Hultsfred
- Målilla
- Mörlunda
- Berga
- Oskarshamn

Förr fanns även tre mellanstationer mellan Berga och Oskarshamn, nämligen Bohult, Möckhult och Forshult.
Gamla stationer som funnits längs NOJ var: Blankefall mellan Nässjö och Ormaryd, Brevik mellan Ormaryd och Eksjö, Vallnäs mellan Ingatorp och Mariannelund, Emarp mellan Mariannelund och Lönneberga, Rosenfors mellan Målilla och Mörlunda samt Lillsjödal mellan Mörlunda och Berga.
Journalfilmen från "Småland Högland till Östkusten" dokumenterade järnvägen och en del av ovan nämnda stationer i mitten av 1940-talet.